# قمبود يوتافي
قمبود يوتافي (الاسم العلمي: Campodea utavensis) هو نوع من الحيوانات يتبع جنس القمبود من فصيلة القمابيد.